# Chalepogenus bicellularis
Chalepogenus bicellularis är en biart som beskrevs av Roig-alsina 1999. Chalepogenus bicellularis ingår i släktet Chalepogenus och familjen långtungebin. Inga underarter finns listade i Catalogue of Life.